# The Conscience of Nhem En
The Conscience of Nhem En ist ein US-amerikanischer Dokumentarfilm aus dem Jahr 2008.

## Handlung
Nhem En ist Fotograf. Mit 16 Jahren arbeitete er als Porträtfotograf im Tuol-Sleng-Gefängnis der Roten Khmer in Phnom Penh, Kambodscha. Zwischen 1975 und 1979 wurden dort mehr als 17.000 Menschen registriert, fotografiert, danach in Haft genommen, gefoltert und getötet. Nur acht haben überlebt. Drei der Überlebenden sprechen über ihre Erlebnisse. Bou Meng war 34 Jahre. Er überlebte, weil die Gefängnisleitung einen Künstler für ein Porträt von Pol Pot benötigte. Chum Mey, 42 Jahre alt, konnte Nähmaschinen reparieren und einstellen. Chim Math, damals 20, weiß nicht, warum sie überlebte.

## Auszeichnungen
2009 wurde der Film in der Kategorie Bester Dokumentar-Kurzfilm für den Oscar nominiert.

## Hintergrund
Der Film hatte seine Premiere am 22. August 2008 in Los Angeles.